# Ли Цзинай
Ли Цзина́й (кит. трад. 李繼耐, упр. 李继耐, пиньинь Lǐ Jìnài; род. в июле 1942, пров. Шаньдун) — китайский генерал-полковник, член Центрвоенсовета. Член КПК с мая 1965 года, член ЦК КПК 15—17 созывов (кандидат 14 созыва). Депутат ВСНП.

## Биография
По национальности ханец.
Окончил Харбинский политехнический университет, факультет инженерной механики по профильной специальности, учился в 1961—1966 гг.
В рядах НОАК с декабря 1967 года — поступил по зимнему призыву в инженерные войска.
В 1969—1985 годах служил во Второй артиллерии НОАК.
В 1985-90 годах начальник кадрового отдела, в 1990-92 годах замначальника Главного политического управления НОАК. С 1992 г. заместитель, в 1995-98 годах политкомиссар Госкомитета науки и технологии оборонпрома.
В 1998—2002 годах политкомиссар и замглавы парткома новообразованного Главного управления вооружения НОАК. С ноября 2002 года по сентябрь 2004 года начальник Главного управления вооружения НОАК, в этой должности также руководитель Китайской национальной программы пилотируемой космонавтики «Шэньчжоу».
С сентября 2004 года по октябрь 2012 года начальник Главного политического управления НОАК.
Заместитель главы мандатной комиссии 17-го съезда КПК.
Генерал-полковник (2000), генерал-лейтенант (1993), генерал-майор (1988).